# Malvastrum coromandelianum
Espèce
Malvastrum coromandelianum est une espèce de plantes de la famille des Malvacées.